# Pirâmide quadrada
Em geometria, uma pirâmide quadrada ou pirâmide quadrangular é uma pirâmide que tem uma base quadrada. Se os lados da pirâmide são triângulos equiláteros, a pirâmide será um dos Sólidos de Johnson (J1). Se o ápice está perpendicularmente acima do centro do quadrado, terá uma simetria C4v.
É constituída por 1 quadrado e 4 triângulos.
Tem 5 vértices, 8 arestas e 5 faces.
Achei por bem referir algumas curiosidades sobre este sólido:
·       O maior sólido geométrico feito pelo homem é a pirâmide de Quéops, no Egipto e foi construída no século 25 a.C. e contém a forma de uma pirâmide quadrangular.
·       Os egípcios construíram cerca de 80 estruturas com a forma de pirâmide quadrangular.
·       A Mona lisa que todos devem conhecer é situada no museu Louvre em Paris e esse museu tem o formato de uma pirâmide quadrangular.
·       Existem um hotel em Las Vegas de seu nome Luxor Hotel que possui a forma de uma pirâmide triangular colossal. Esse hotel possui mais de 4400 quartos.

## Exemplos

Pirâmide quadrada (Matemateca IME-USP)